# Celos (canción de Marc Anthony)
«Celos» es una canción de Marc Anthony, lanzada en octubre de 2001 y perteneciente a su album Libre.
La canción fue escrita y producida por Marc Anthony y Alejandro Jaén. 
Este tema ha recibido tres nominaciones al Grammy Latino, Canción del Año, Grabación del Año y Mejor Interpretación Vocal Pop Masculina y ganó por Canción del Año en los Premios Latinos del 2000. La nominación Mejor Interpretación Vocal Pop Masculina perdió enfrente de la canción de Sting, "Brand New Day".

## Vídeo musical
El video fue dirigido por Paula Walker. En el video, Marc Anthony está cantando la canción con otros cinco hombres bailarines enfrente de una audiencia en un club, con algunas escenas extras con Marc cantando la canción en una ventana y debajo de una escalera con su amor. 

## Listas
| Listas (2001)                                   | Posición más alta |
| ----------------------------------------------- | ----------------- |
| US Billboard Hot 100                            | 3                 |
| US Billboard Hot Latin Tracks                   | 1                 |
| US Billboard Hot 100 Singles Recurrents         | 1                 |
| US Billboard Hot 100 Airplay                    | 15                |
| US Billboard Hot Dance Music/Maxi-Singles Sales | 6                 |
| US Billboard Hot Adult Top 40 Tracks            | 10                |
| US Billboard Hot Adult Contemporary Tracks      | 39                |
| US Billboard Top 40 Tracks                      | 46                |
| US Billboard Hot Dance Club Play                | 56                |
| U.K. Singles Chart                              | 57                |
| Swiss Singles Chart                             | 43                |
| Austrian Singles Chart                          | 52                |
| Dutch Singles Chart                             | 87                |
| Swedish Singles Chart                           | 28                |
| Finish Singles Chart                            | 12                |
| Norwegian Singles Chart                         | 30                |